# Кутьево
Кутьево (хорв. Kutjevo) — город в Хорватии, в жупании Пожега-Славония. Население — 4 007 человека в самом городе и 7472 человека в общине с центром в Кутьево (2001). 96 % населения — хорваты.
Кутьево расположено на южных склонах холмистой гряды Крндийя. К югу от города находится плодородная Пожежская долина.
В 15 километрах к северу находится город Ораховица, в 20 километрах к северо-востоку — Нашице, в 20 километрах к юго-западу — столица жупании Пожега.
Через город проходит автомобильная дорога Ораховица — Пожега, проходящая через перевал между хребтами Папук и Крндийя. Железной дороги в городе нет.
Кутьево — центр известного винодельческого региона. В 1232 году в городе был основан монастырь, который был разрушен в XVI веке в период турецкого нашествия. До наших дней сохранились винные подвалы монастыря. Церковь Пресвятой Богородицы была построена на руинах аббатства после освобождения от турок. Старинный средневековый замок, изображённый на гербе города, превращён в настоящее время в отель.
Окрестности города весьма живописны и привлекают любителей природы. В Кутьево сохраняются коневодческие традиции, в окрестностях города — несколько коневодческих ферм, ежегодно проводятся скачки.